# Dasmeuda alcimus
Dasmeuda alcimus är en fjärilsart som beskrevs av Walker 1868. Dasmeuda alcimus ingår i släktet Dasmeuda och familjen Uraniidae. Inga underarter finns listade i Catalogue of Life.